# Sune Larsson
Bogg Alf Sune Larsson, född 21 juni 1930 i Oxberg, Mora kommun, är en svensk tidigare längdskidåkare. Han vann världsmästerskapsbrons i herrstafetten 1954 för Sverige, samt Vasaloppet 1959.
1955 blev han svensk mästare på tremilen, och åren 1953–1955 ingick han i det IFK Mora-lag som tog hem tre raka svenska stafettmästerskap.

### Fotnoter
1. 1 2  ”Vasaloppet”. Vasaloppet. Arkiverad från originalet den 3 december 2013. https://web.archive.org/web/20131203033229/http://www.vasaloppet.se/wps/wcm/connect/989fe080449c33e79e4cff27c64f5ec4/segrare_Vasaloppet_sv3bcd.pdf?MOD=AJPERES. Läst 29 november 2013.